# Metaleptina simplex
Metaleptina simplex är en fjärilsart som beskrevs av Emilio Berio 1964. Metaleptina simplex ingår i släktet Metaleptina och familjen trågspinnare. Inga underarter finns listade i Catalogue of Life.